# Чемпионат Армении по боксу 2021
Чемпионат Армении по боксу 2021 года проходил в Ереване, в сентябре 2021 года.

## Медалисты
| Весовая категория                  | Золото           | Серебро         | Бронза                       |
| ---------------------------------- | ---------------- | --------------- | ---------------------------- |
| Минимальный вес (— 48 кг)          | Сейран Егикян    | Норик Сукиасян  |                              |
| Наилегчайший вес (— 51 кг)         | Артур Оганесян   | Рудольф Гарбоян |                              |
| Легчайший вес (— 54 кг)            | Ваге Бадалян     | Джаник Саакян   |                              |
| Полулёгкий вес (— 57 кг)           | Артур Базеян     | Корюн Согомонян |                              |
| Лёгкий вес (— 60 кг)               | Карен Тонаканян  | Артур Казарян   |                              |
| Первый полусредний вес (— 63,5 кг) | Нарек Ованнисян  | Беник Никогосян |                              |
| Полусредний вес (— 67 кг)          | Гурген Мадоян    | Армен Машакарян |                              |
| Первый средний вес (— 71 кг)       | Арсен Григорян   | Артуш Оганесян  |                              |
| Средний вес (— 75 кг)              | Вахтанг Арутюнян | Аршак Григорян  |                              |
| Первый тяжёлый вес (— 86 кг)       | Рафаэль Оганесян | Гор Нерсесян    |                              |
| Тяжёлый вес (— 92 кг)              | Нарек Манасян    | Геворг Овакимян |                              |
| Супертяжёлый вес (+ 92 кг)         | Давид Чалоян     | Геворг Мурадян  | Рафаэль Давтян Давид Казарян |